# Djado
Djado este o comună rurală din departamentul Bilma, regiunea Agadez, Niger, cu o populație de 936 de locuitori (2001).